# Holografía digital
Holografía digital es la tecnología de adquisición y procesamiento de recolecciones holográficas, típicamente a través  de una cámara digital o dispositivos similares. Este proceso consiste en la reconstrucción numérica de los datos recolectados, a diferencia de los sistemas de reconstrucción óptica que sólo reproducen el aspecto del objeto.
La holografía digital cuenta típicamente con información de superficies tridimensionales o de profundidad.
Existen diferentes técnicas en práctica, cada una cumpliendo un propósito en específico.

## Análisis digital de hologramas

### Configuración fuera del eje
En esta configuración, se utiliza un pequeño ángulo entre la referencia y el objeto a ser expuesto a la recolección de datos, esto resulta útil para prevenir el empalme central de distintas recolecciones. Estos descubrimientos fueron realizados dentro de la holografía analógica por Emmet Leith y Juris Upatnieks, y posteriormente adaptados en la holografía digital. Solamente es necesario un interferograma para la reconstrucción de la imagen en esta configuración, aunque esta configuración puede ser usada en conjunto con métodos de modulación temporal como la variación de fase y la variación de frecuencia.

### Holografía de variación de fase
La holografía digital de variación de fase (o fase escalonada) implica la captura de múltiples interferogramas, cada uno indicando una relación entre la luz reflejada por todos los puntos del objeto iluminado y un haz de luz controlado. La fase óptica del haz de luz de referencia es cambiada del interferograma captado al interferograma siguiente. Los hologramas complejos son el resultado de la combinación lineal de estos interferogramas. Estos hologramas, contienen información de la amplitud y la fase de la radiación óptica refractada por el objeto en el plano del sensor.

### Holografía de variación de frecuencia
A través del uso de moduladores optoeléctricos (celdas Pockel) o moduladores optoacústicos (celdas Bragg), es posible variar la frecuencia del haz de luz, proveniente del láser, por un valor ajustable. Esto permite la detección heterodina óptica, un proceso de conversión de frecuencia dirigido a variar un componente de la señal de radiofrecuencia óptica en el sensor temporal de ancho de banda. Los hologramas de variación de frecuencia pueden ser usados para la formación de imágenes a través de un láser Doppler con una banda de ancha estrecha.

### Multiplexaje hologramas
La proyección simultánea de distintos dominios espaciales y temporales del ancho de banda fueron ejecutados con éxito para longitud de onda, división espacial, polarización, banda lateral esquemas de multiplexaje.
Hologramas digitales pueden ser numéricamente multiplexados para almacenaje y transmisión eficiente. La amplitud y la fase pueden ser correctamente recuperadas. El acceso numérico a las características ópticas de una onda (amplitud, fase y polarización), hicieron de la holografía digital un poderoso método.

### Superresolución en la holografía digital
La superresolución es posible por medio de la refracción dinámica de la fase con el fin de incrementar sintéticamente la apertura del arteglo CCD

### Seccionamiento óptico en la holografía digital
El seccionamiento óptico, también conocido como reconstrucción seccional de la imagen, es el proceso de recuperar una imagen plana con una profundidad en un eje en particular de un holograma digital tridimensional. Varias técnicas matemáticas han sido usadas para resolver este problema, siendo la reconstrucción de imagen inversa una de las más versátiles.

### Extendiendo la profundidad de enfoque por holografía digital en microscopio
Utilizando la capacidad de reconstrucción tridimensional de la Holografía Digital, es posible extender, en amplitud y fase, la profundidad de enfoque en un microscopio.

### Combinación de hologramas y microscopio interferométrico
El análisis digital de un grupo de hologramas recolectados de distintas direcciones o con distinta dirección de la onda de referencia, permite la emulación numérica de un objetivo con una apertura numérica, teniendo como consecuencia el aumento de resolución.
Esta técnica es llamada microscopía interferométrica.